# Citero
Citero (en griego, Κύθηρος) es el nombre de un antiguo demo griego del Ática. 
Estrabón recoge una información de Filócoro según la cual era una de las doce ciudades que el mítico rey Cécrope estableció en el Ática y que más tarde fueron unidas por Teseo en la ciudad de Atenas.
También fue citado por Demóstenes. Se hallaba al noroeste de Prasia y Braurón, no lejos de la costa. Se localiza en el lugar donde se encuentra actualmente Pusi Kaloyeri, donde se han hallado restos correspondientes a la civilización micénica.